# Pagode

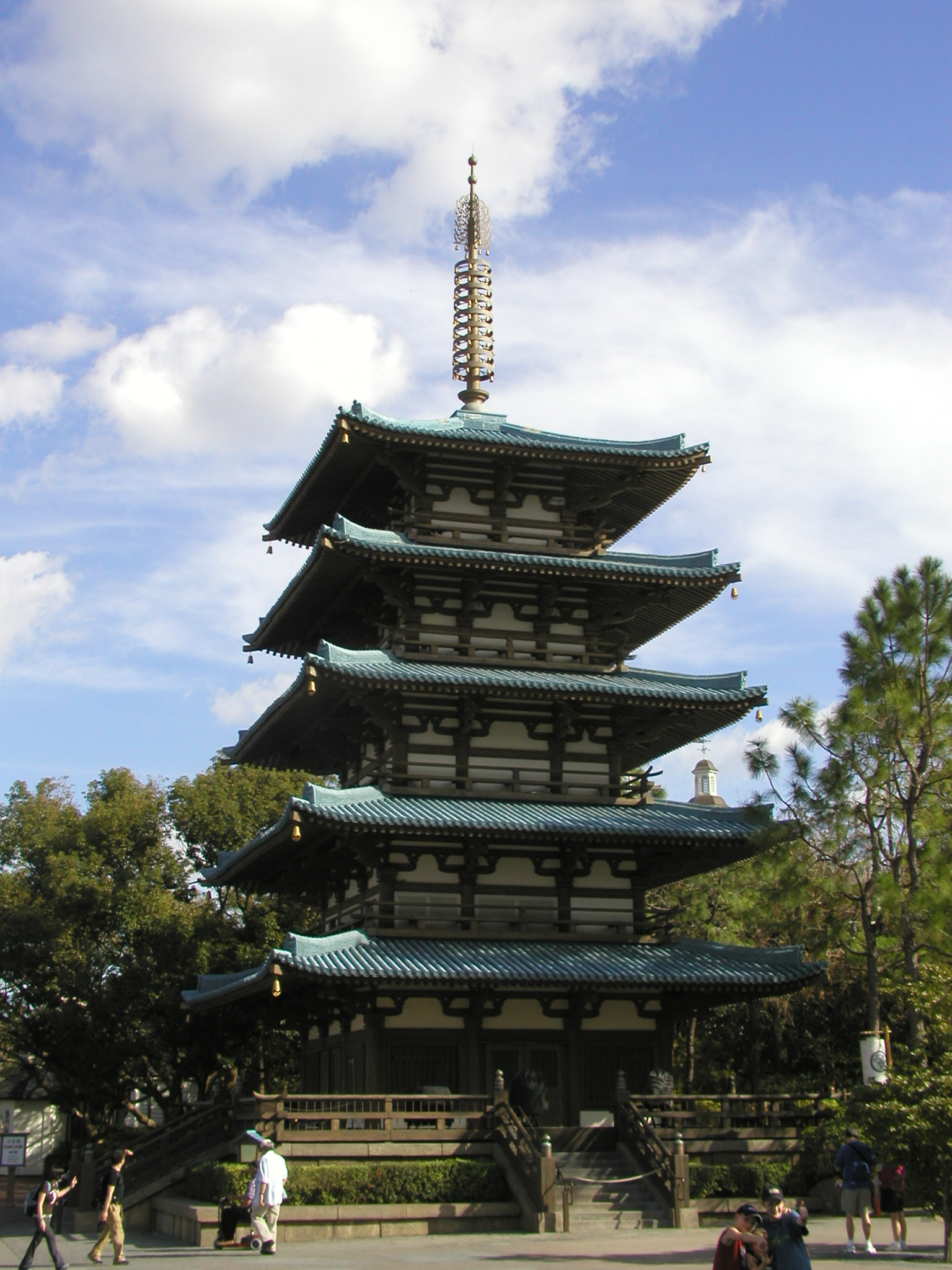
Japanse pagode in Epcot

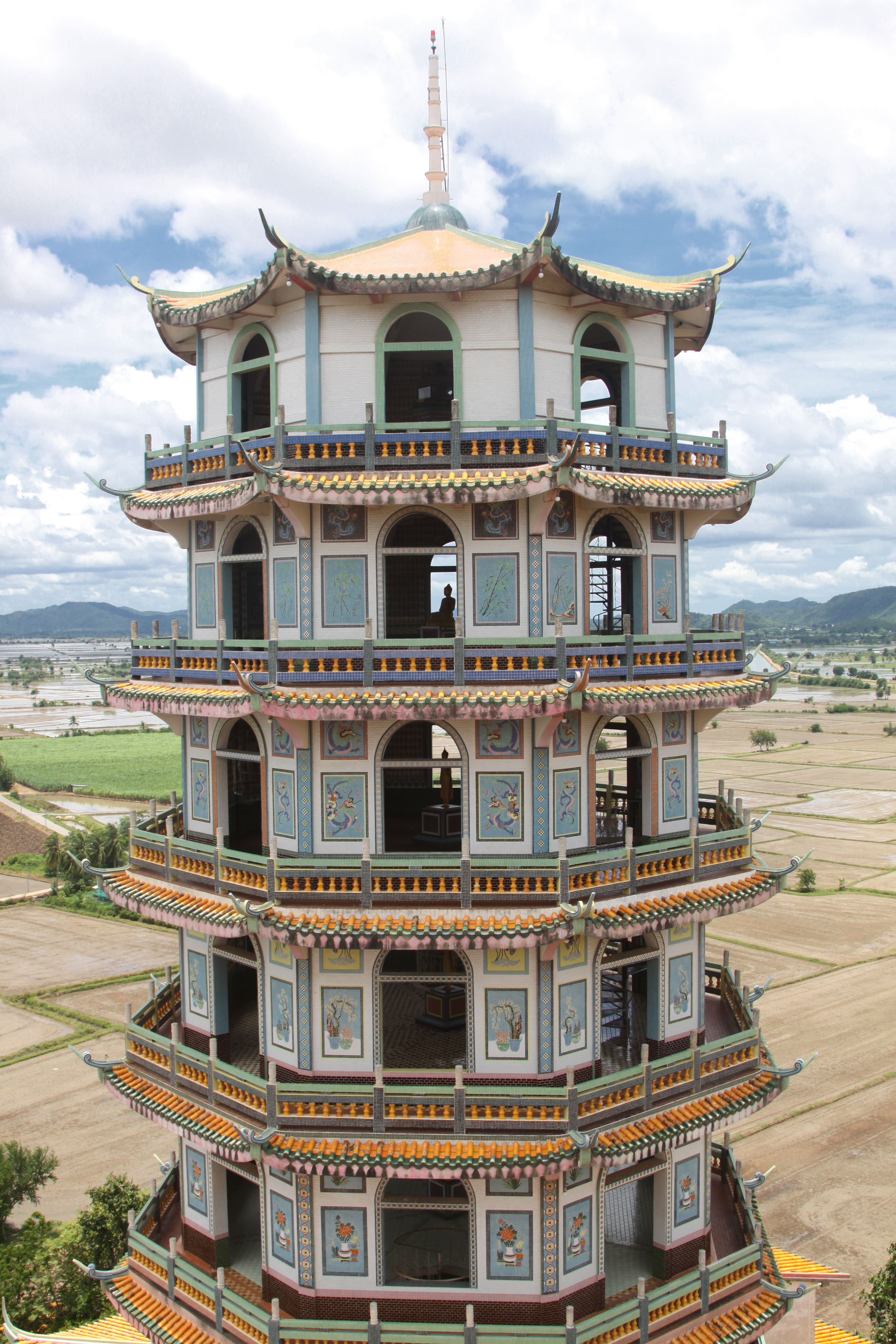
Pagode in Kanchanaburi, Thailand

Een pagode is een gebouw dat in veel boeddhistische tempels in Azië te zien is. Het heeft de vorm van een toren die uit verschillende, steeds kleiner wordende verdiepingen bestaat. Elke verdieping heeft een eigen dak. Behalve bij boeddhistische tempels kan men ook pagodes treffen bij Chinese tempels, taoïstische tempels en shintoschrijnen of heiligdommen. In Japan worden pagodes onder andere tō (letterlijk: toren) tōba of sōtōba (afgeleid van 'stupa') genoemd en zijn er veel typen te onderscheiden. Pagodes worden er op veel wijzen gebruikt, van reliekschrijn tot grafmonument of als decoratie in een tuin.

## Kenmerken
Pagodes hebben veelal zeven of dertien verdiepingen. Pagodes zijn kenmerkend voor de architectuur in onder andere China, Thailand en Japan. Ze zijn ontwikkeld uit de Indiase stoepa. De pagode staat vrij van andere gebouwen, zodat de gelovige boeddhist er, als een ritueel, omheen kan lopen om respect te tonen aan de relieken die er binnen worden bewaard. Meestal zijn pagodes toegankelijk, in tegenstelling tot de Indiase stoepa. Bij een bezoek is het gebruikelijk een donatie te doen.
De boeddhistische pagode werd in Tibet uitgewerkt tot een flesvormig gebouw, nam piramide- of kegelvormen aan in Birma, Thailand, Cambodja en Laos, maar de bekendste pagode-vorm werd ontwikkeld in China, Korea en Japan: een hoge toren met zich herhalende, meestal steeds kleiner wordende eenheden. De verdiepingen kunnen rond, vierkant of veelhoekig zijn. Elke Oost-Aziatische pagode heeft een eigen, uniek dakontwerp, en bovenaan wordt het gebouw gesierd door een mast met schijven of ringen. De pagode is hoofdzakelijk bedoeld als monument en binnen vindt men weinig betreedbare ruimte.

## Etymologie
Het woord pagode kan gezien worden als een verbastering van het Perzische woord butkada (letterlijk idolenhuis), maar volgens de Encyclopædia Britannica is het woord door de Portugezen verbasterd van Sanskriet bhagavata (gebedshuis, van bhag: bidden). In het Pali betekent Bhagavata echter de Gezegende en verwijst naar de Boeddha.
In het Pali wordt een Thoepa (Sanskriet: Stoepa) ook wel omschreven als een Dhatu-gabbha (relikwiehouder), dit is verkort tot Dagoba (bijvoorbeeld in gebruik in Sri Lanka) en dat weer tot Pagoda. Het woord was al in gebruik vóór de Perzen ervan hadden gehoord. Zie ook de Zilveren Pagode en de Kinkaku-ji.

## Pagodes naar land

### België
In Laken staat de Japanse Toren als deel van de Musea van het Verre Oosten. Dit gebouw werd oorspronkelijk gebouwd voor de wereldtentoonstelling in Parijs. Later werd deze naar België gebracht.

### China
De Chinese pagodes zijn in talloze varianten over geheel China verspreid. De vroegste pagodes in China zouden reeds eerder dan de zesde eeuw na Chr. gebouwd zijn. Ze waren waarschijnlijk van hout. Afbeeldingen van de vroegste pagodes zijn te vinden in de wandschilderingen van de holentempels van Dunhuang in de provincie Gansu. De oudste nog bestaande pagode in China is gebouwd in 523 tijdens de Noordelijke Wei-dynastie bij het Songyuesi-klooster. Dit klooster ligt in de Songshan-heuvels nabij het beroemde Shaolin-klooster (in de provincie Henan). Eveneens van hoge ouderdom (Tang-dynastie) en beter bereikbaar zijn de Grote en de Kleine Wilde Gans-pagoden uit Xi'an (provincie Shaanxi). De Grote Gans is oorspronkelijk voltooid in het jaar 652. Hiermee is het een van de oudste bestaande pagodes van China. De pagode wordt al in een bekend gedicht uit 752 geroemd.

#### Andere bekende Chinese pagodes
- De Fan-pagode te Kaifeng (provincie Henan). Deze pagode is gebouwd tijdens de Song-dynastie in het jaar 977. Oorspronkelijk bestond de pagode uit 9 verdiepingen, waarvan alleen de onderste drie de tand des tijds hebben doorstaan. Momenteel is de pagode omgeven door een dichtbebouwde woonwijk. Het bouwwerk is bekleed met terracotta tegels voorzien van boeddhistische figuren in bas-reliëf.
- De zogenaamde IJzeren pagode te Kaifeng. Ook deze pagode is gebouwd tijdens de Song-dynastie (voltooid in het jaar 1049) en is ruim 54 meter hoog. Vanwege de bruingekleurde tegeltjes aan de buitenwand maakt het gebouw een roestige indruk. Daarom wordt dit bouwwerk de 'IJzeren pagode' genoemd. De genoemde tegeltjes zijn vaak voorzien van boeddhistische voorstellingen.
- De Fogong-pagode te Yingxian (provincie Shanxi) is de oudste nog bestaande houten pagode van China. Op grond van een gevonden inscriptie wordt aangenomen dat het gebouw voltooid is in het jaar 1056, tijdens de Qidan Liao-dynastie.
- De twee pagodes die behoren bij de Kaiyuan-tempel in Quanzhou (provincie Fujian). De oostelijke en westelijke pagodes zijn respectievelijk 48 en 44 meter hoog. Ze waren oorspronkelijk van hout, maar zijn in de 13e eeuw vervangen door de huidige stenen torens.
- In de heuvels bij het Zomerpaleis (nabij Peking) staat de porseleinen pagode. De pagode is achthoekig, 16 meter hoog en bestaat uit 7 verdiepingen. Het is een wonderlijk bouwsel, bestaande uit vijf verschillende kleuren porselein.

### Myanmar
In Myanmar zijn vele pagodes te vinden vooral in Pagan, tegenwoordig Bagan genoemd. Dit is mede te danken aan een reeks koningen die elkaar probeerden te overtreffen met nog mooiere gebouwen. De twaalfde eeuw was voor Pagan de Gouden Eeuw. In 1287 veroverde de Mongoolse heerser Koeblai Khan Pagan. Zijn leger plunderde de tempels. In een gebied van ruim 40 km² stonden 13.000 pagodes en tempels, waar er nu nog 2000 van over zijn. De restauratie van de gebouwen is in volle gang. Alle religieuze bouwwerken zijn opgetrokken uit steen en dankzij het droge klimaat zijn vele van deze gebouwen door de eeuwen heen goed bewaard gebleven. Alle andere gebouwen werden van hout gemaakt en zijn in de loop der jaren vergaan of door brand verwoest.

#### Bekende pagodes in Pagan
- Een van de belangrijkste pagodes is de Schwedagon-pagode die koning Anawrahta liet bouwen om alle relikwieën van Boeddha in op te slaan.
- Een andere belangrijke tempel is de Ananda-tempel, gebouwd door koning Kyanzittha, een opvolger van Anawratha. Deze koning hoorde een verhaal aan van drie bedelmonniken over hun met sneeuw bedekte tempel in de Himalaya en was zo onder de indruk dat hij de tempel na liet bouwen. De tempel werd spierwit geschilderd om de sneeuw na te bootsen. Hij liet uiteindelijk de architect vermoorden zodat er geen tweede exemplaar gebouwd kon worden. Binnen in de tempel staan vier grote boeddhabeelden.
- De Thatbyinyu-tempel is meer dan 60 meter hoog en hiermee de grootste in Pagan. Het is een goed voorbeeld van de Birmese bouwstijl. Ooit woonden er monniken op de eerste en tweede etage. Op de derde etage staan beelden en de vierde etage herbergde de bibliotheek. Later werd de Gawdawpalin-tempel gebouwd, sterk lijkend op de Thatbyinyu-tempel.
- De Dhammayangyi-tempel is de best bewaard gebleven grote tempel. De brute koning Narathu heeft dit complex laten bouwen. Als er één steen scheef lag liet hij de legger meteen doden.
- De Shwesandaw-pagode is een van de drie door Anawrahta gebouwde pagodes en herbergt een haar van Boeddha.
- De Mingalazedi-tempel is de laatst gebouwde tempel, daterend uit 1284, en kan beklommen worden.

### Japan
In Japan kent men een grote verscheidenheid aan pagodes (tō). Ze variëren sterk in grootte en materiaal, van zeer grote stenen of houten bouwwerk bij boeddhistische tempels, een gedenkteken of cenotaaf voor een monnik of anderszins hooggeplaatste persoon, tot zeer kleine houten of metalen huisaltaar voor privégebruik.
Onderdelen van de Japanse boeddhistische pagodes verwijzen soms naar de koepelvormige pagodes uit India, het herkomstgebied van het boeddhisme. De grote houten pagodes, die het slachtoffer van brand kunnen worden, zijn soms vaak herbouwd in nauwkeurig de oorspronkelijke stijl. De grote stenen pagodes zijn meer kwetsbaar voor de in Japan niet zeldzame aardbevingen.

Tō, sotōba, tōba - variatie bij Japanse pagodes
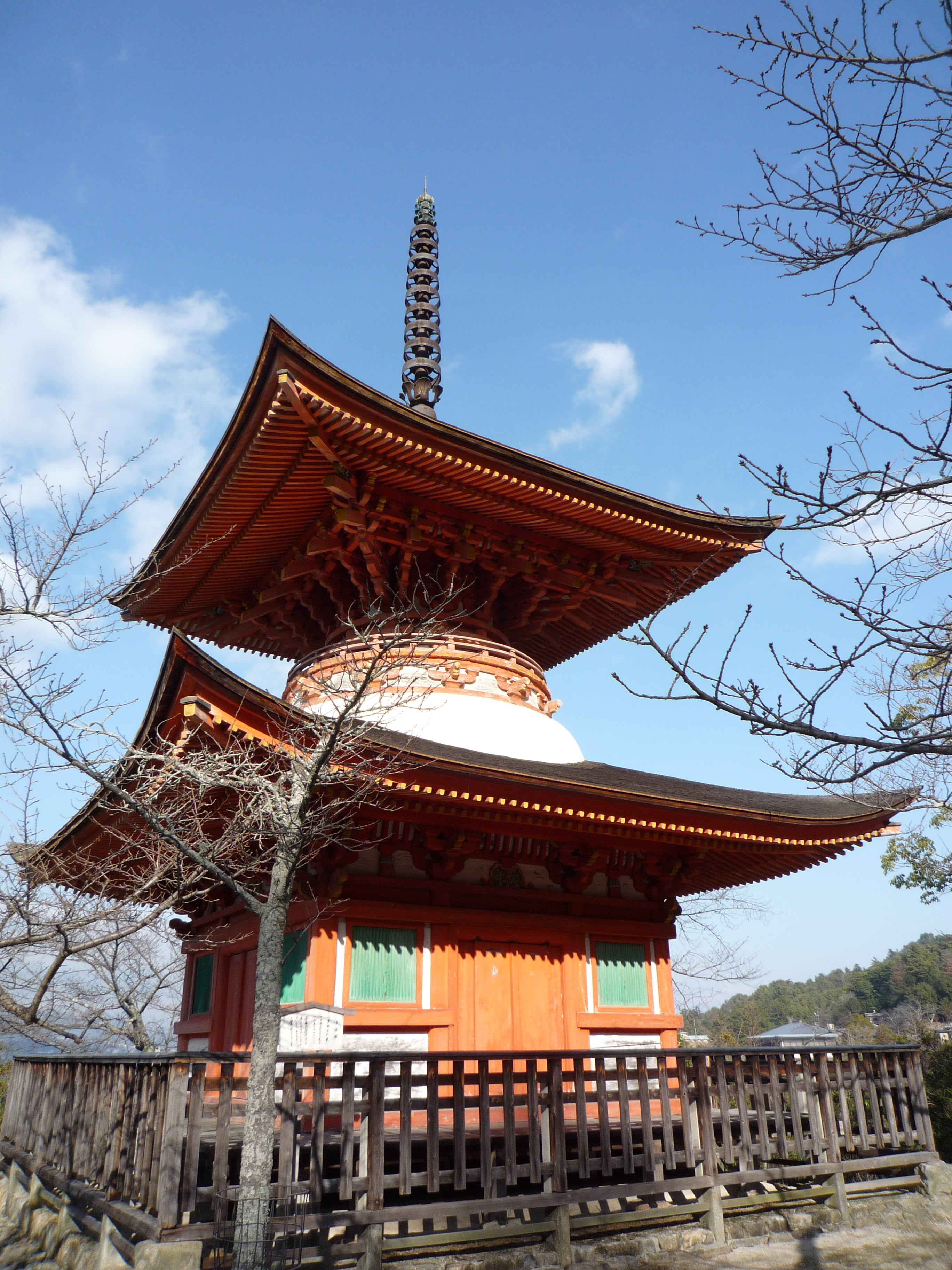
Tahōtō te Miyajima
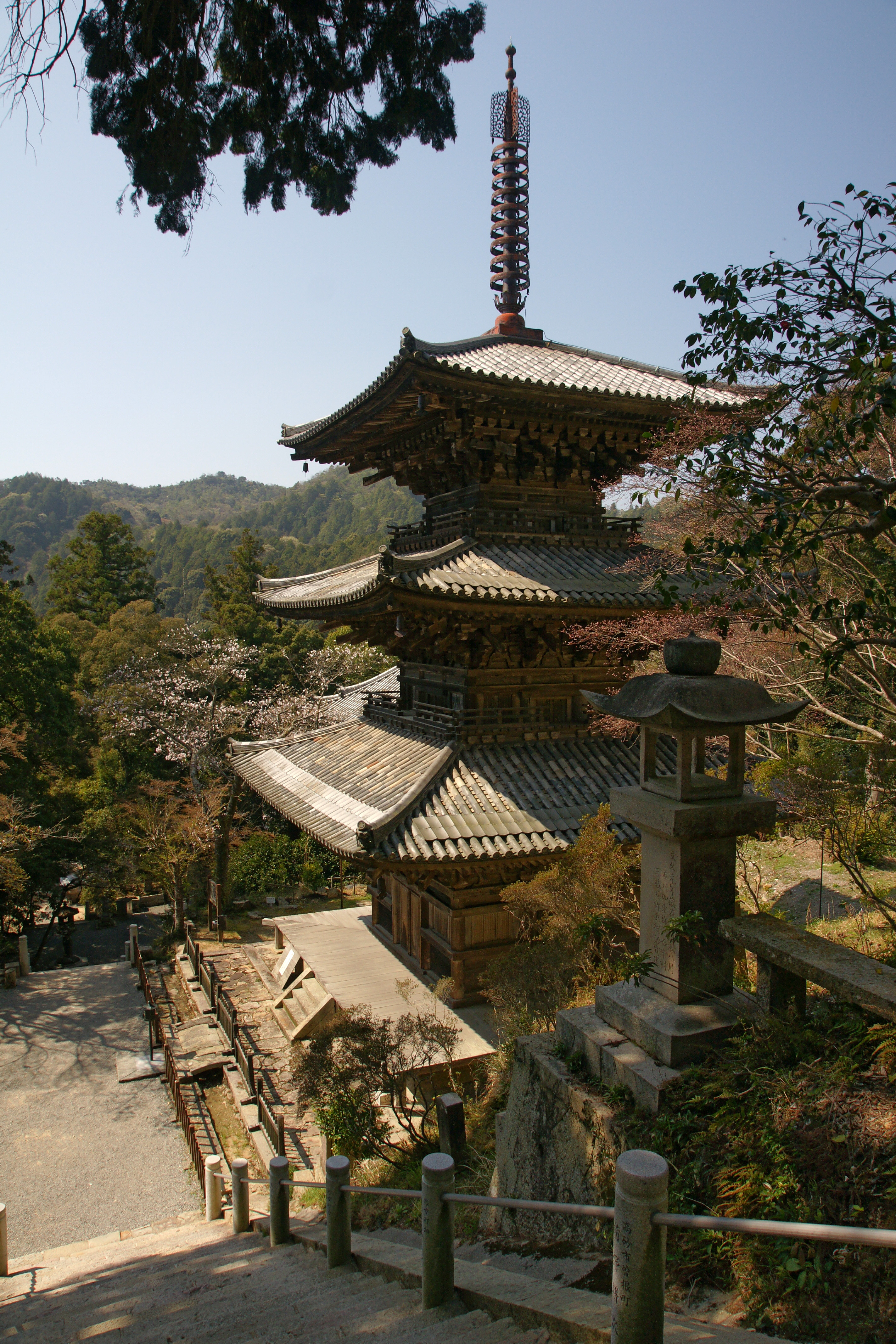
Sanjū-no-tō (houten drie-etages pagode)
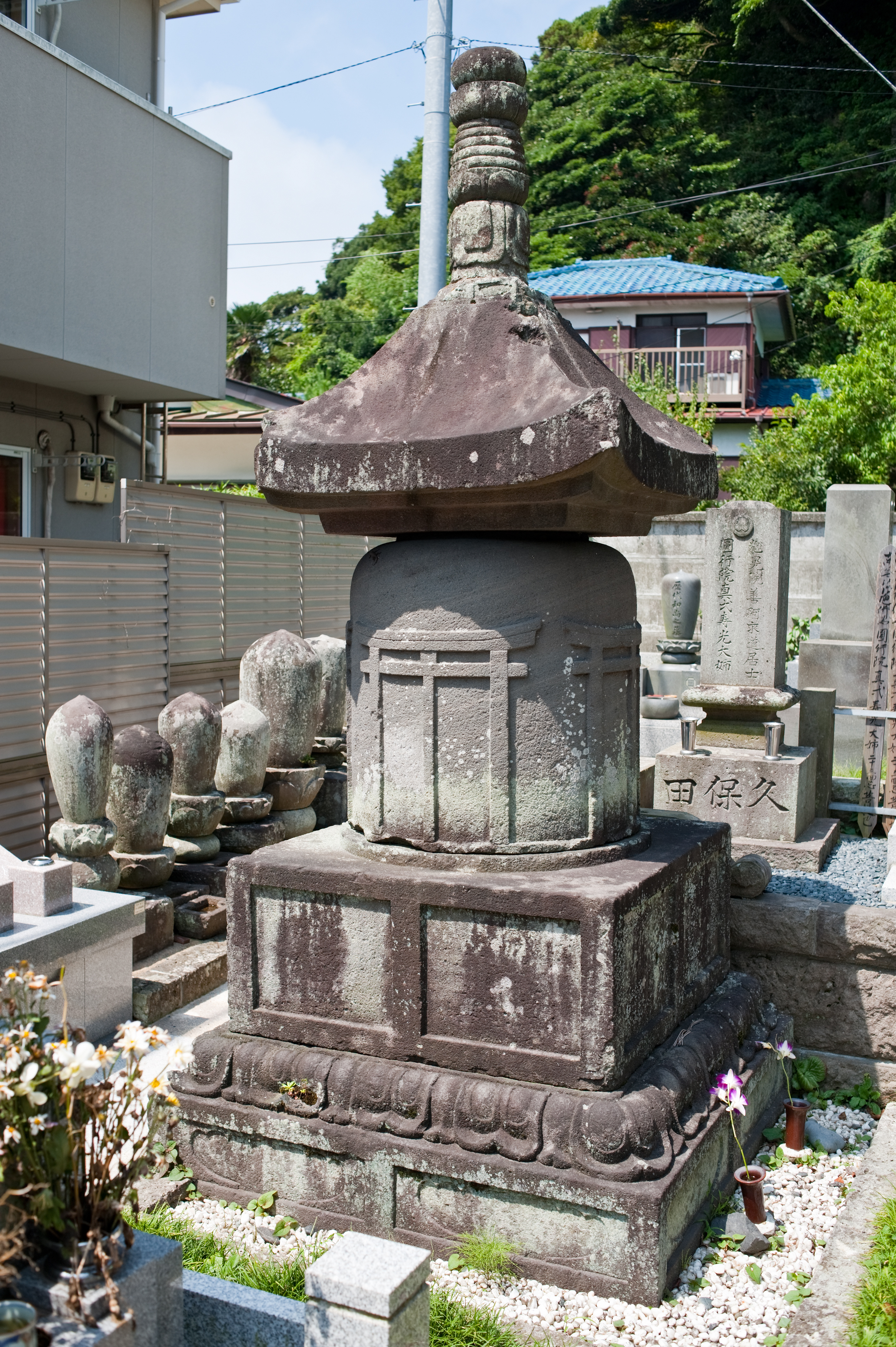
Hōtō (steen, midden) Muhōtō (steen, linksachter)
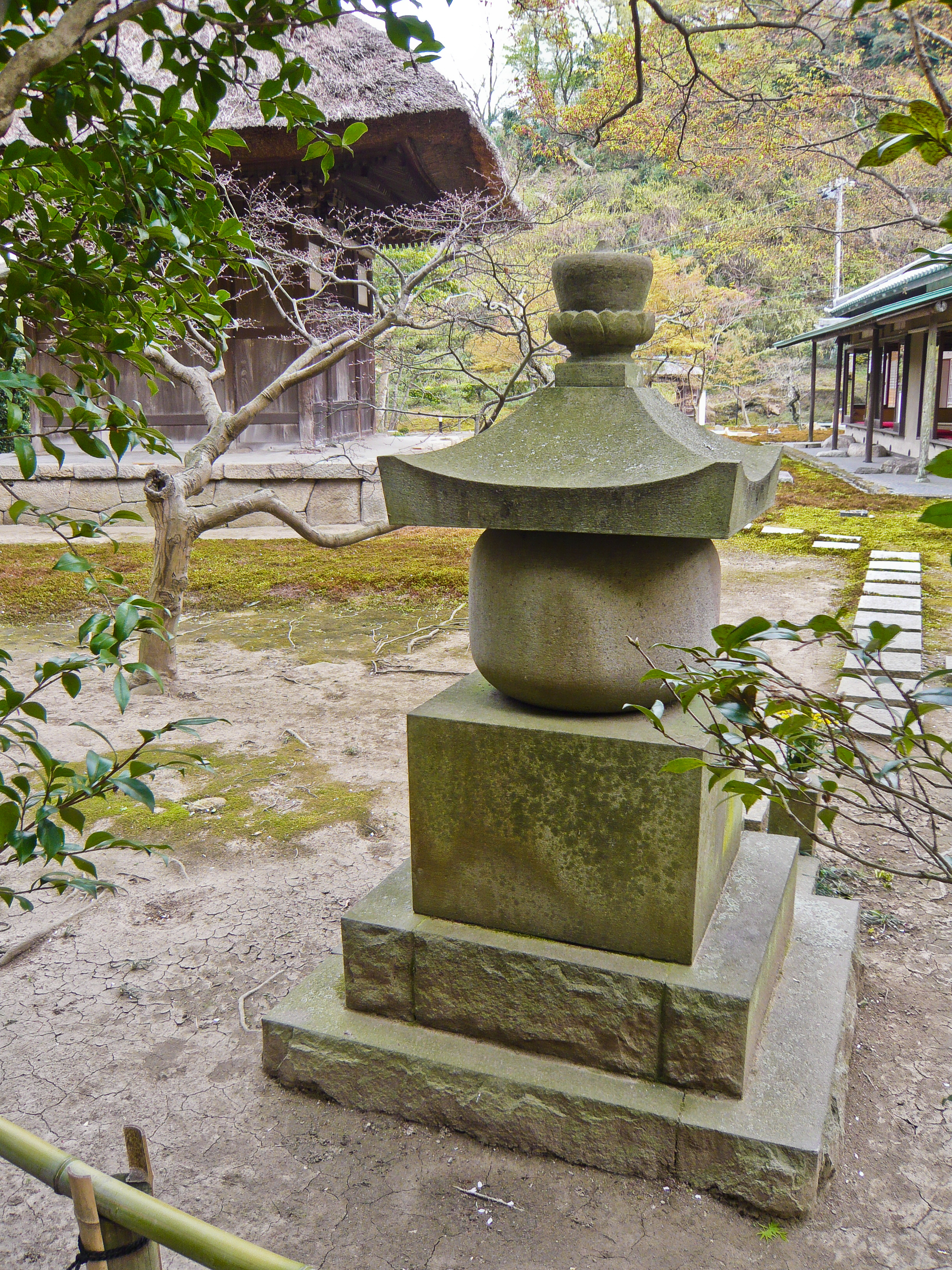
Gorintō (stenen pagode)

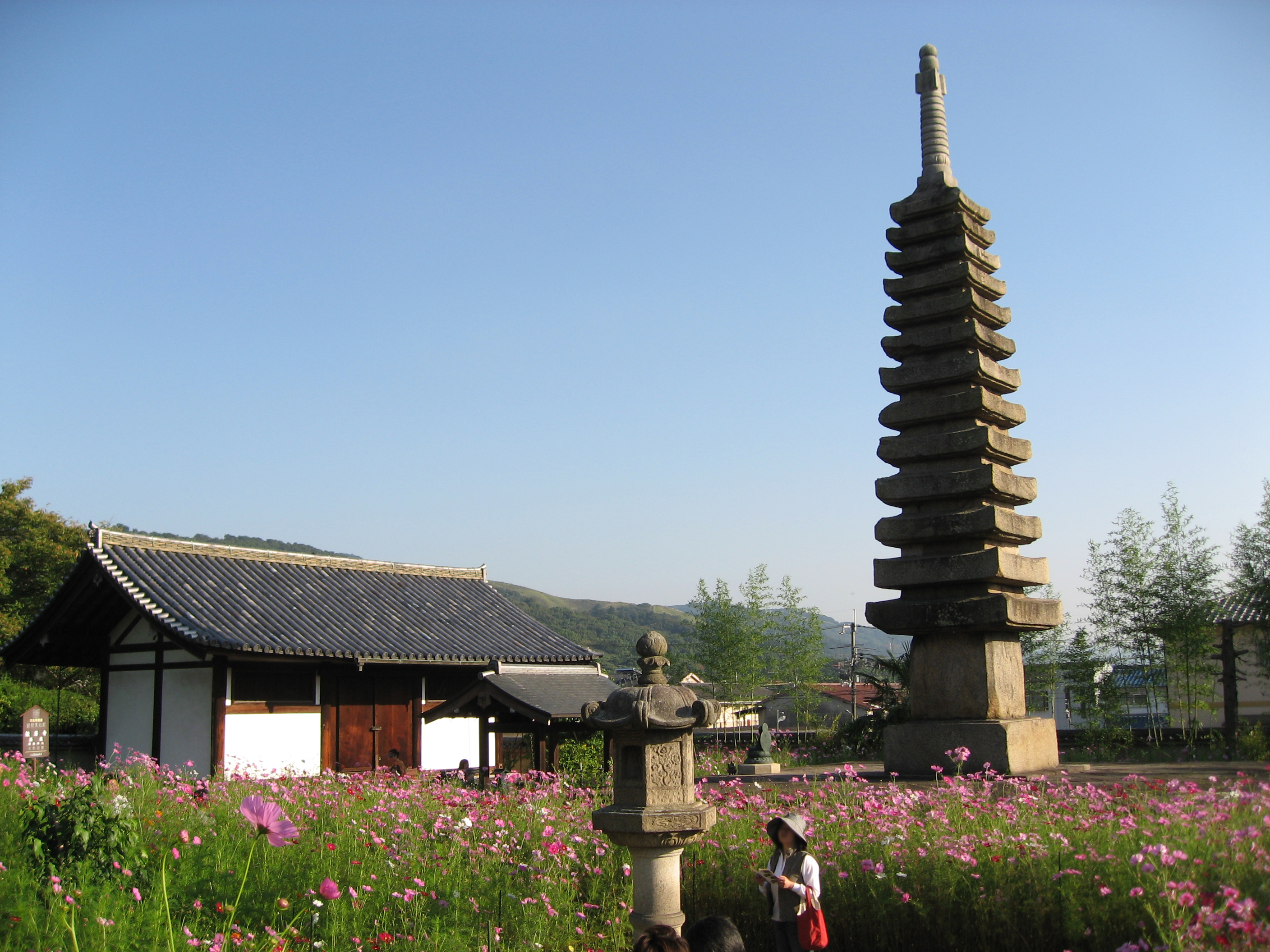
Tasōtō (stenen pagode, 13 etages)
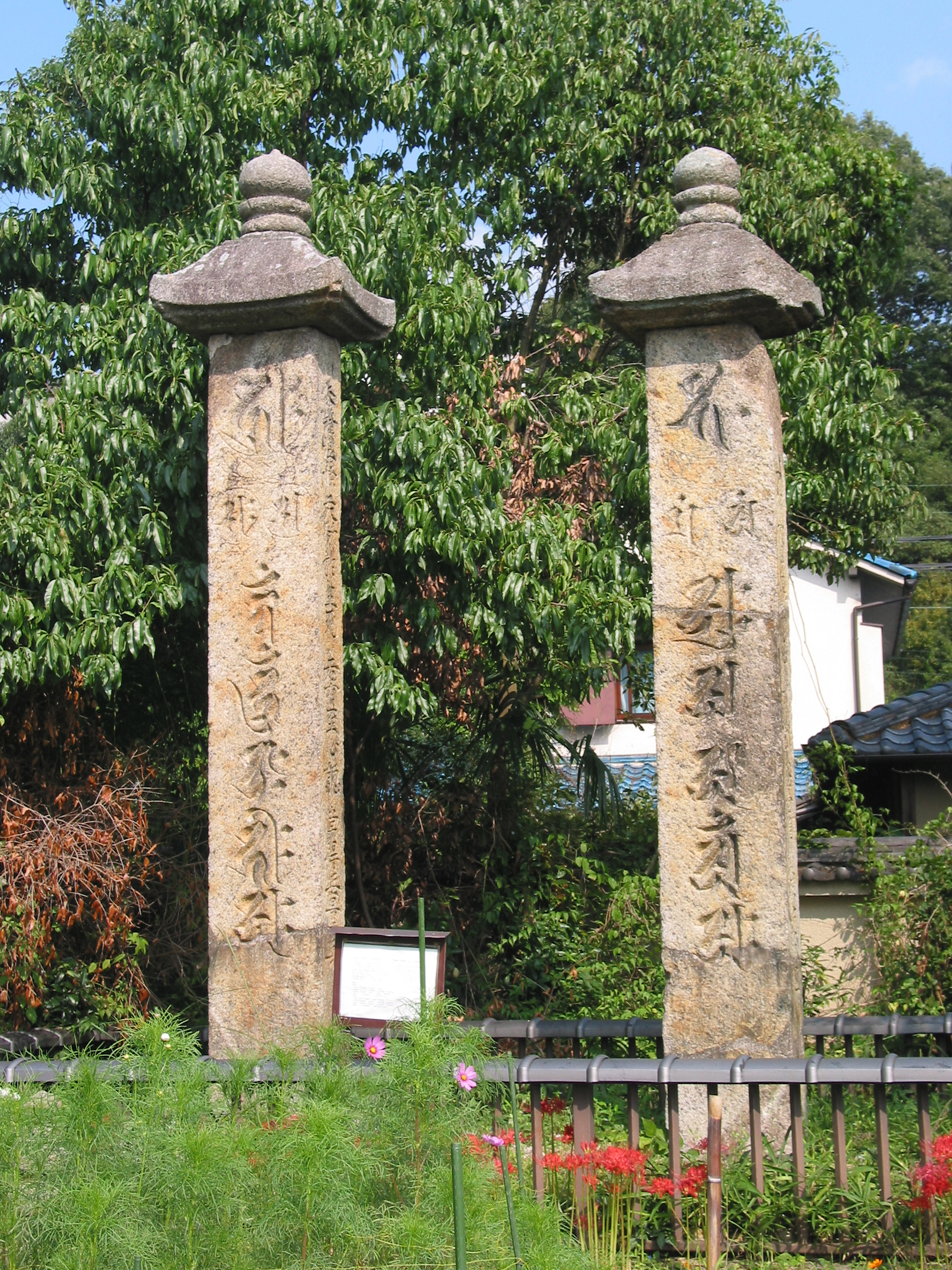
Kasatōba (stenen pagode)
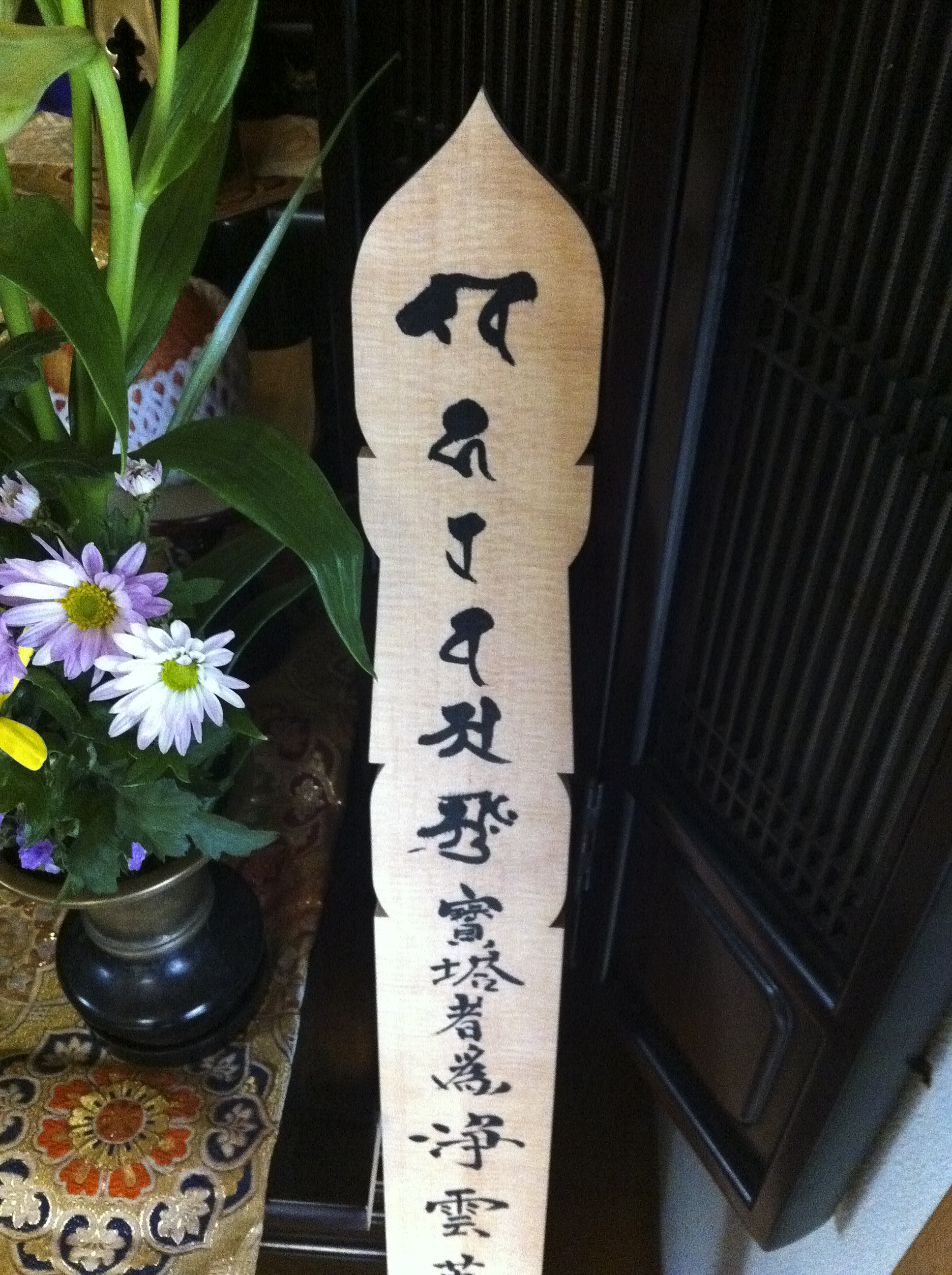
Sotōba, type itabō, hiratōba of bantōba (houten pagode)
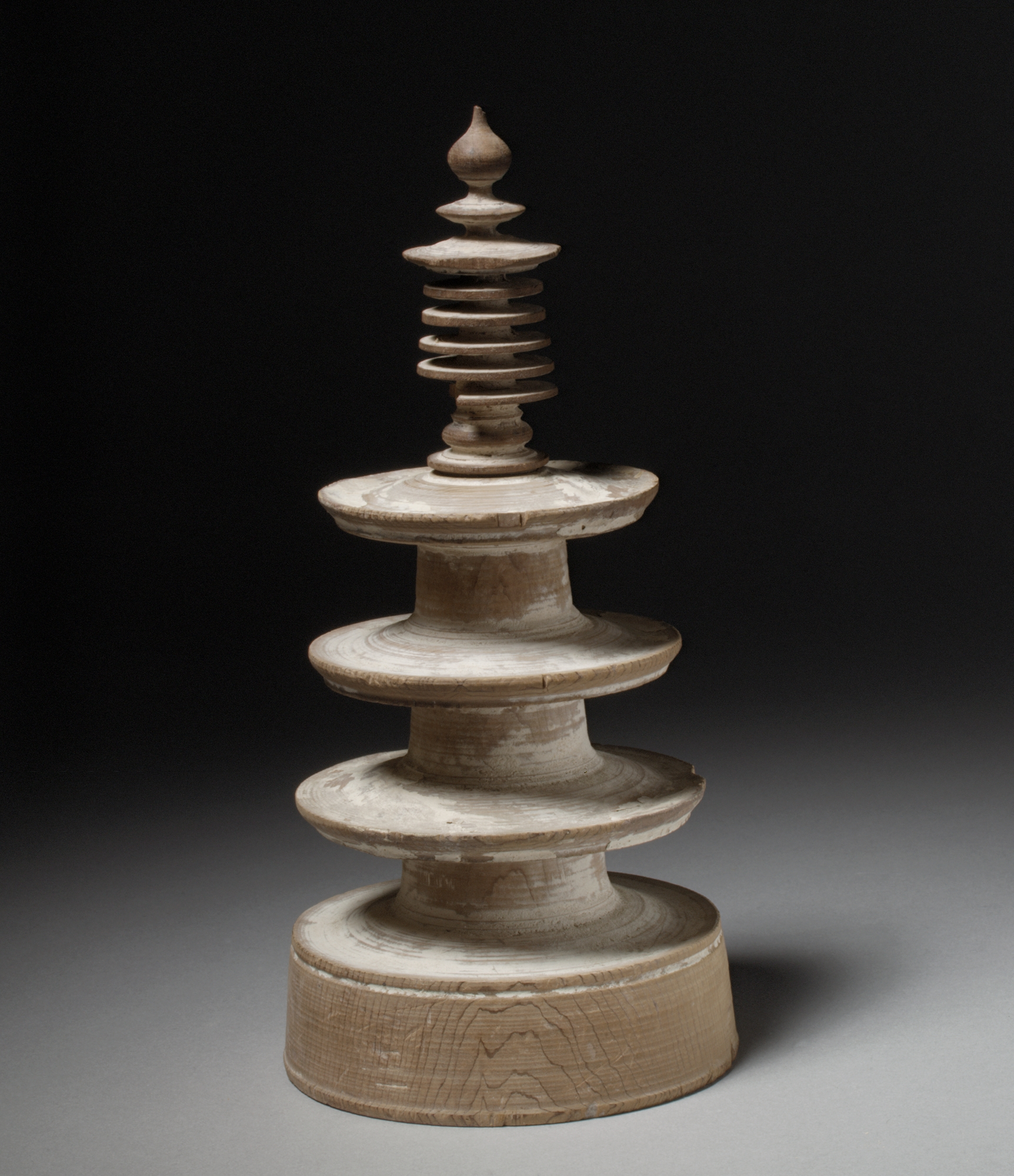
Hyakumantō (houten miniatuur)

### Nederland
In Almere-Buiten is in 2012 aangevangen met de bouw van een Vietnamese Pagode. Deze is in 2014 opgeleverd.

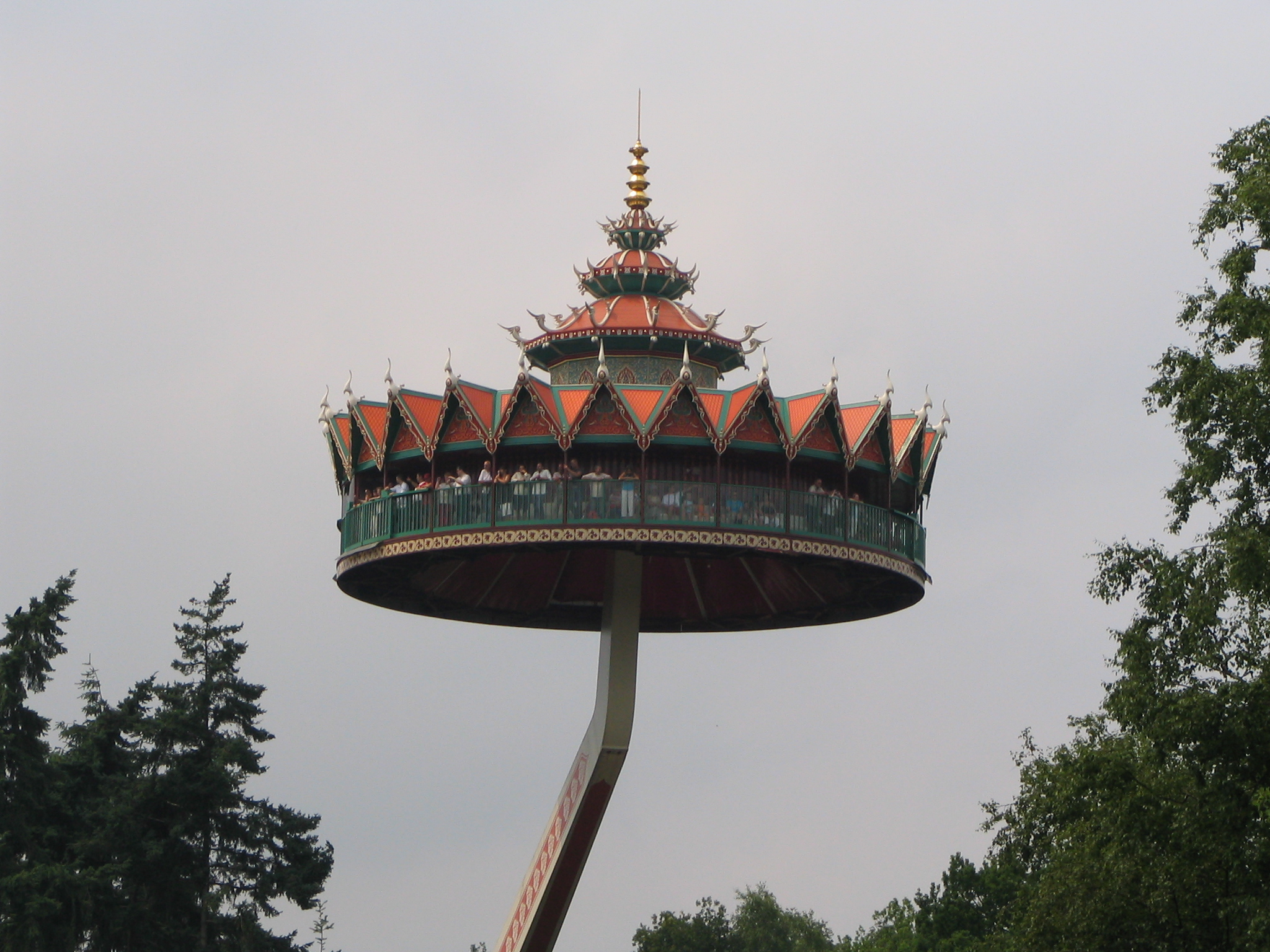
Pagode in de Efteling.